# Eu Sou Malala

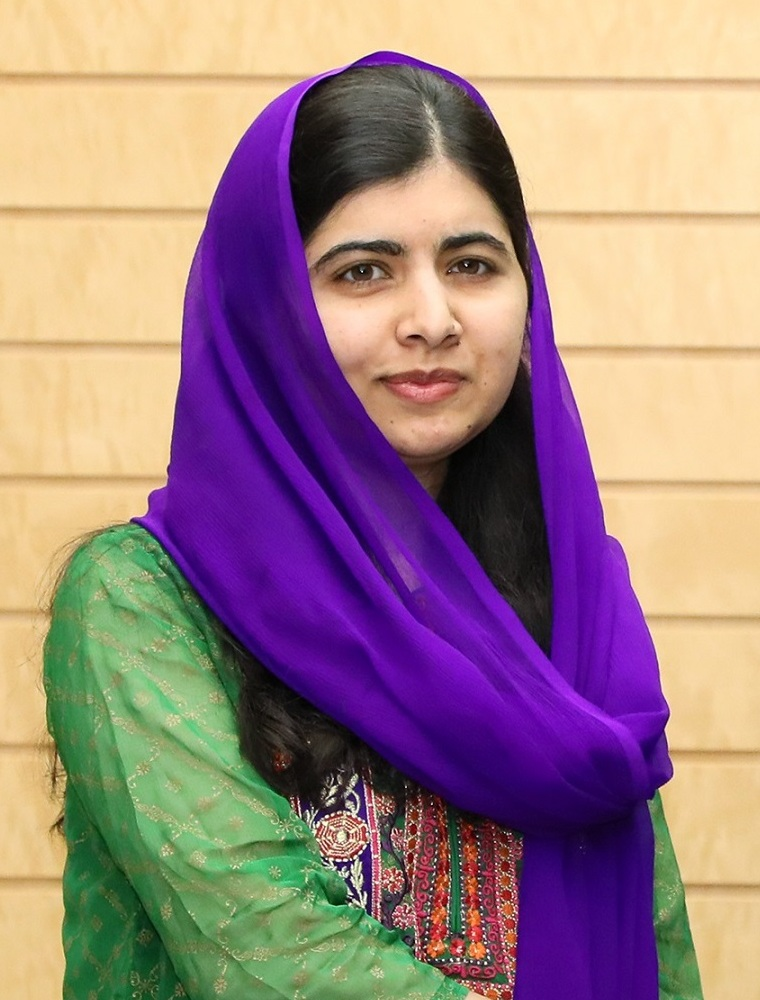
Malala Yousafzai

Eu Sou Malala: A história da garota que defendeu o direito à educação e foi baleada pelo Talibã é um livro autobiográfico de Malala Yousafzai, coescrito com Christina Lamb. Foi publicado em 8 de outubro de 2013, por Weidenfeld & Nicolson no Reino Unido e Little, Brown and Company nos EUA.
O livro detalha a infância de Yousafzai, a propriedade de escolas e o ativismo de seu pai, a ascensão e queda do Tehrik-i-Taliban Pakistan no Vale do Swat e a tentativa de assassinato feita contra Yousafzai em 9 de outubro de 2012, quando ela tinha 15 anos, após seu ativismo pela educação feminina. O livro recebeu muitas críticas positivas da imprensa especializada.